# Кир и Јован
Кир и Јован су хришћански светитељи. У хришћанској традицији помиње се да су били чудотворци. Ови милосрдни светитељи нису били браћа по крви, али су били браћа по духу. Кир је најпре живео у Александрији и као лекар лечио људе и лековима а и молитвом. Пошто је тврдио да болести нападају људе највише због грехова, он је увек упућивао болеснике на покајањем и молитву да би тако повратили и телу здравље. Када је настало Диоклецијаново (284 - 305) гоњење хришћана, Кир се удаљио у Арабију где је примио монашки чин. Али као што је био чувен у Александрији, тако се прочуо и у Арабији, па су људи и ту долазили њему за помоћ. Чувши за Кира, Јован, тада римски официр у Едеси, дошао је у Арабију да га види. Видевши се, они су заволели један другог као брат брата, те су остали заједно да се подвизавају. У то време мучена је нека Атанасија хришћанка, са три кћери у граду Канопу. Када су чули за ово Кир и Јован су дошли у Каноп да храбре мајку и ћерке, да не отпадну од вере. И заиста, благодарећи саветима ових светитеља, Атанасија је претрпела сва мучења и са ћеркама је погубљена због вере у Исуса Христа. Ћерке Атанасијине звале су се: света Теоктиста од петнаест година, Теодотија од тринаест година и Евдокија од једанаест година. Тада су мучитељи ухватили Кира и Јована па их, после мука и тамновања, мачем посекоше, 311. године. Њихова тела су сахрањена у цркви апостола и јеванђелисте Марка. Хришћани верују да су многобројна чуда учинили ови мученици и за време живота и после смрти. Њихове мошти пренесене су за у време владавине цара Аркадија у Рим. Верници их призивају у помоћ нарочито при несаници, при освећењу воде, и јелеосвештењу.
Пренос њихових моштију из Канопоса у Манутин празнује се 28. јуна (11. јула). Свети Кирил, патријарх александријски, молио се Богу, да уништи многобоштво у месту Манутину, где се налазио идолски храм. У хришћанској традицији помиње се и да се тада јавио патријарху анђео Божји и рекао му, да ће Манутин бити очишћен од многобоштва, ако он пренесе на то место мошти светог Кира и Јована. Патријарх је то одмах и учинио: пренео мошти мученика у Манутин и саградио тамо цркву у име светих Кира и Јована. Хришћани верују да су се од моштију ових мученика исцели од шкрофула Амоније, син александријског градоначелника Јулијана; неки Теодор од слепила; Исидор од Мајума излечио се од труљења црне џигерице; жена Теодора од отрованости; неки Евгеније од водене болести, као и многи други од других болести и мука. Њихове мошти пренете су из Канопоса у Манутин 412. године.
Српска православна црква слави их 31. јануара и 28. јуна по црквеном, а 13. фебруара и 11. јула по грегоријанском календару.